# Râul Brebu, Doftana
Râul Brebu este un curs de apă, afluent al râului Doftana. 

## Hărți
- Harta județului Prahova